# Область Скалистых гор

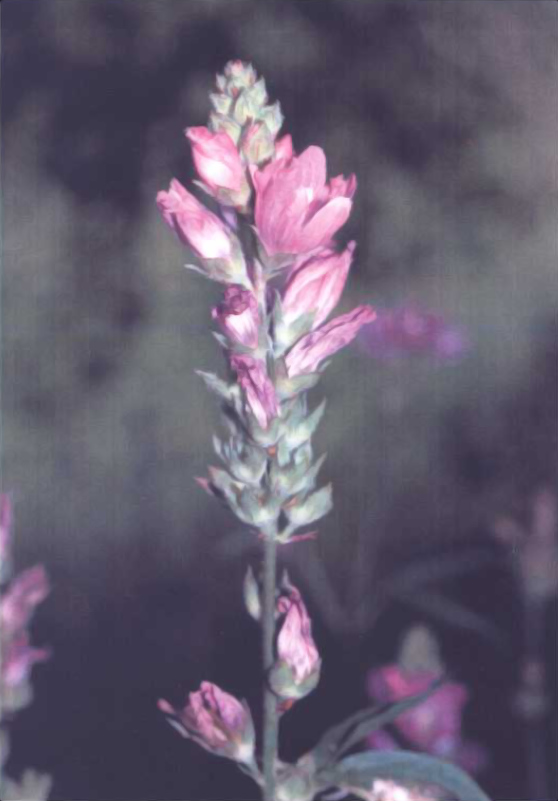
Sidalcea oregana var. calva

Область Скалистых гор (англ. Rocky Mountain Floristic Region) — флористическая область в биогеографии и экологии. Входит в Бореальное подцарство и Голарктическое царство. Расположена вдоль западного побережья Северной Америки в районе Кордильер. Скалистые горы — наиболее крупный массив Кордильер, расположен в середине континента.
Эндемичные семейства среди цветковых здесь отсутствуют. Есть несколько десятков эндемичных родов. Эндемизм — видовой. В целом здесь преобладают хвойные леса, и ни одна другая область не обладает столь богатым составом хвойных пород деревьев. Типичные представители: туя (Thuya), тсуга (Tsuga), ель (Picea), сосна (Pinus), псевдотсуга (Pseudotsuga), кипарисовые (Cupressáceae).

## География
Эта флористическая область простирается от острова Кадьяк на Аляске примерно до залива Сан-Франциско и Сьерра-Невады в Калифорнии, пролегая между побережьем Тихого океана на западе и Великими равнинами на востоке, вдоль Скалистых гор и Береговых хребтов Тихоокеанского побережья. Область граничит с канадской провинцией Циркумбореальной флористической областью на севере, с прериями Североамериканской Атлантической флористической области на востоке и с Калифорнийской флористической провинцией и Мадреанской областью на юге. Границы с канадской и калифорнийской областями нечёткие.

## Флора
Хотя в области Скалистых гор нет эндемичных семейств сосудистых растений, но есть одно эндемичное семейство печёночных мхов Gyrothyra, в котором многочисленные эндемичные роды, такие как Sidalcea, Luetkea, Whipplea, Vancouveria, Lithophragma, Tellima, Tolmiea, Luina. Кроме этого, здесь встречаются многочисленные эндемичные виды. Такие роды как Arnica, Castilleja, Erigeron и Lomatium именно здесь наиболее разнообразны. Регион обладает наибольшим разнообразием хвойных деревьев в Новом Свете. Остальная нетронутая местность области покрыта в основном хвойными лесами умеренного пояса, включая такие как прибрежные леса Северной Калифорнии, сосновые леса жёлтой сосны Приморского побережья, леса Кламат-Сискию, береговые леса материковой Британской Колумбии, комплекс плато и бассейна Фрейзера, северотихоокеанские прибрежные леса). Здесь доминируют Pinus ponderosa, Pinus contorta и Pseudotsuga menziesii, а также альпийская тундра выше границы леса. Область Скалистых гор подразделяется на Ванкуверскую провинцию и провинцию Скалистых гор.
Ванкуверская провинция охватывает прибрежную часть области по всей его длине, включая Береговые хребты Тихоокеанского побережья. Такие виды и роды растений, как Sequoia sempervirens, Sequoiadendron giganteum, Darlingtonia californica, Vancouveria и Whipplea, являются эндемиками провинции. Граница с Калифорнийской провинцией чётко не определена.
Провинция Скалистых гор включает Скалистые горы и связанные с ними хребты. Из-за более сильного оледенения в плейстоцене флора провинции, особенно на севере, имеет гораздо более низкую степень эндемизма, чем флора Ванкуверской провинции. Большая часть её флоры совпадает с Канадской провинцией и Циркумбореальной областью в целом.

## Галерея

Леса области Скалистых гор
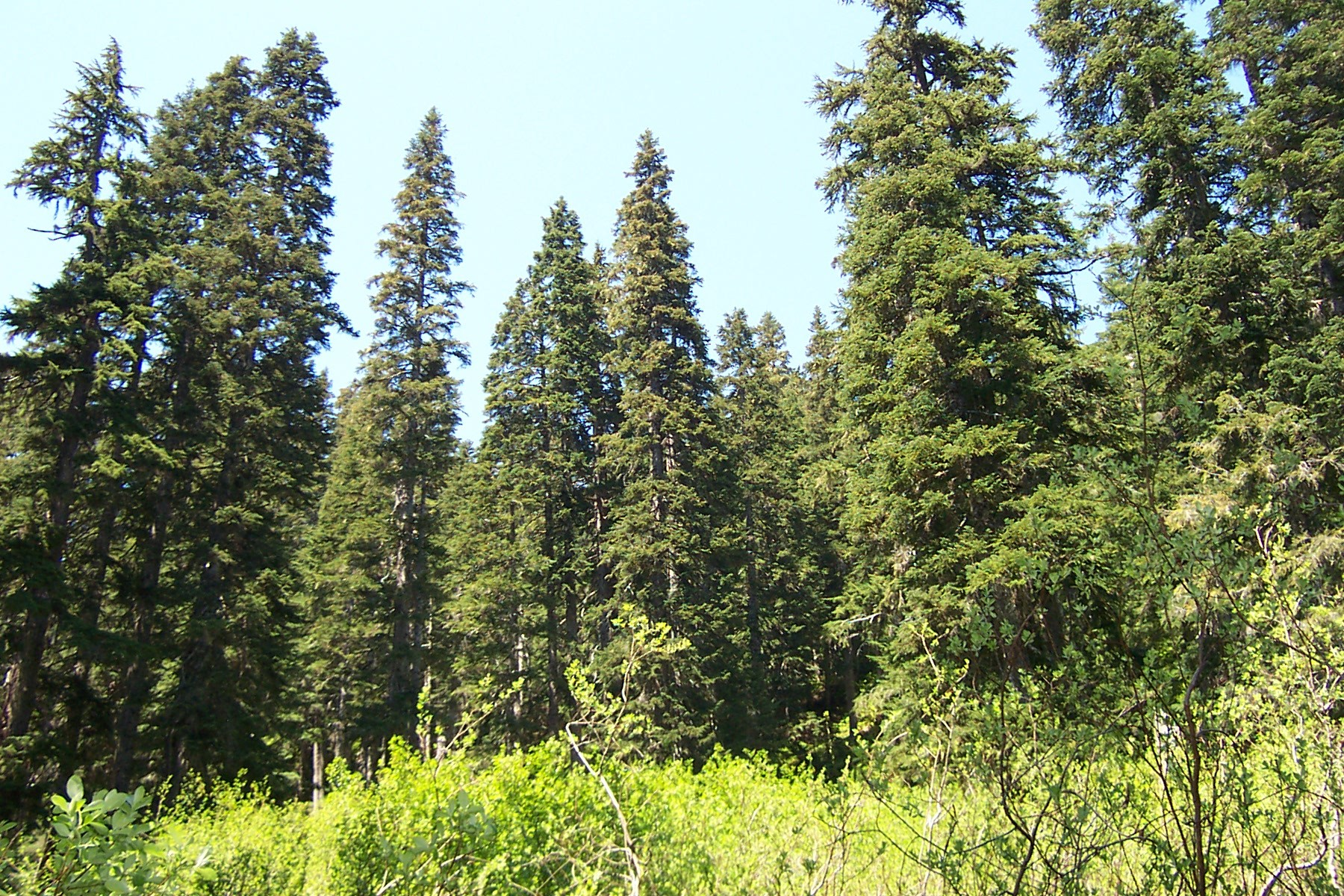
Сосновые леса псевдотсуги Мензиса (подвид Pseudotsuga menziesii menziesii).
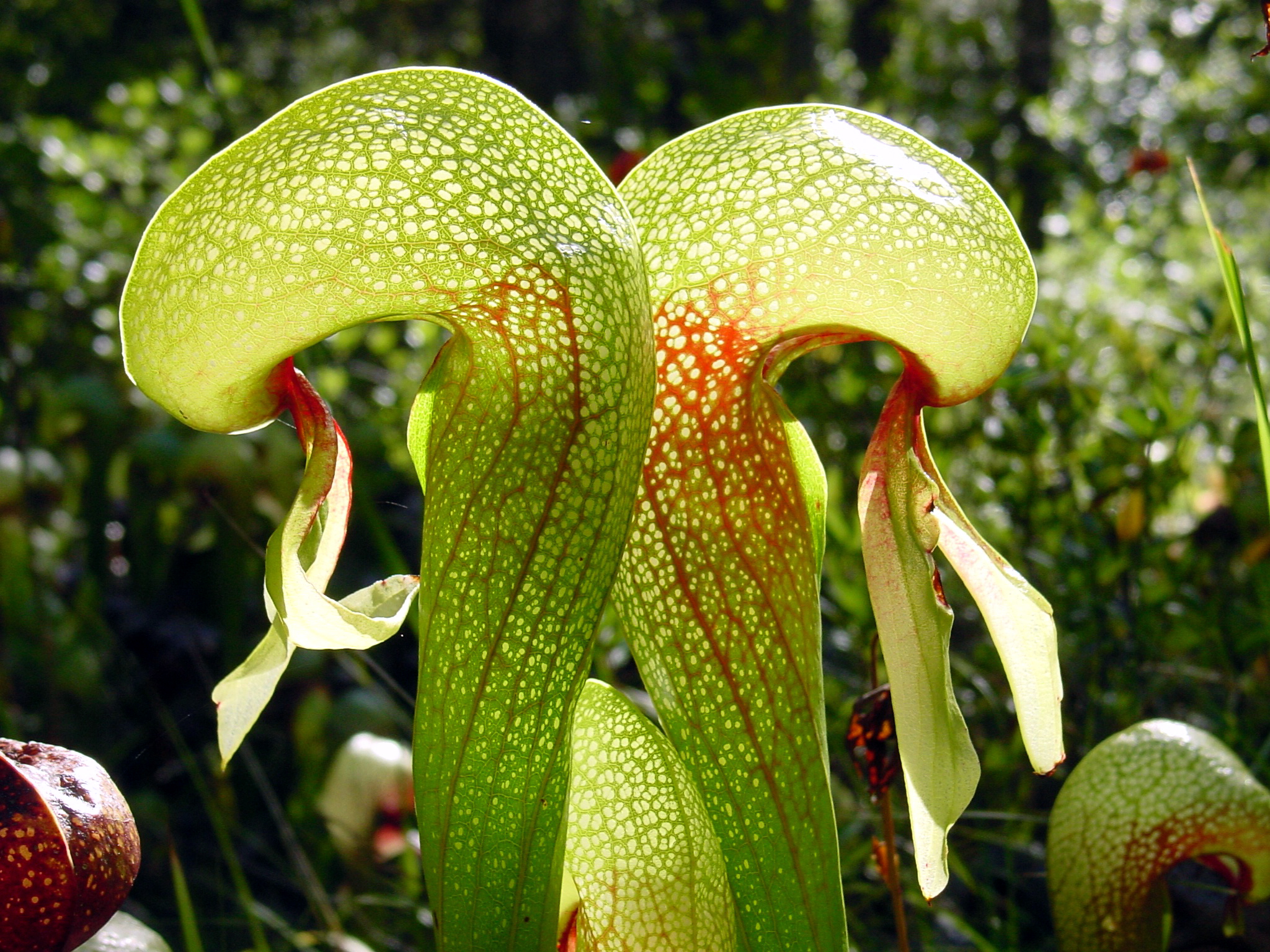
Darlingtonia californica